# الحرس الملكي البحريني
الحرس الملكي البحريني هي وحدة من قوة دفاع البحرين. في يونيو 2011، عين الملك حمد ابنه 24 عاما ناصر بن حمد آل خليفة وقائد الحرس الملكي.